# Zygmunt Waśniewski

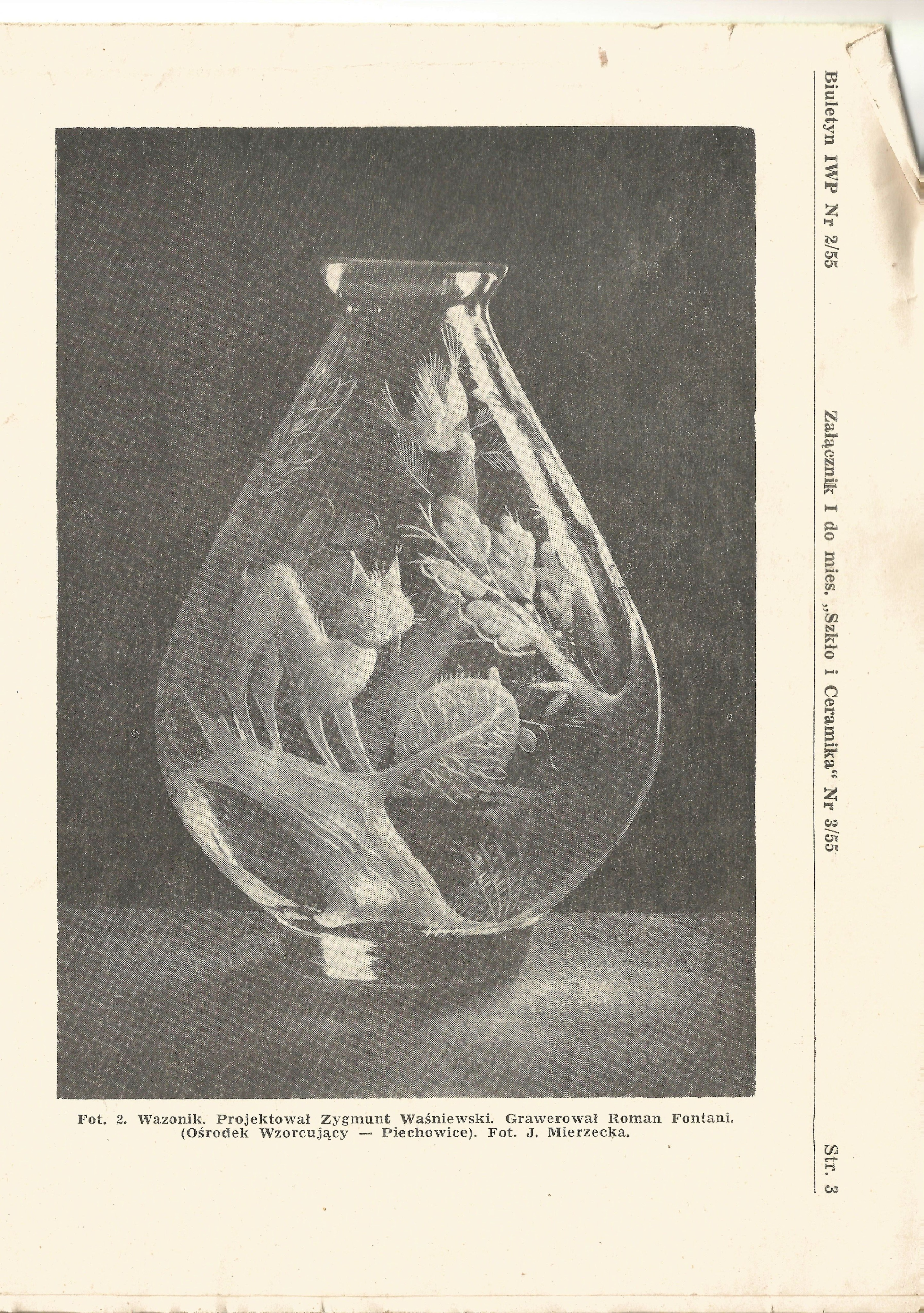
Wazonik z huty w Piechowicach ze szlifem zaprojektowanym przez Zygmunta Waśniewskiego

Zygmunt Waśniewski (ur. 7 kwietnia 1921 w Krakowie, zm. 1 września 1976 we Wrocławiu) – artysta plastyk. 

## Życiorys
Jeden z najwybitniejszych twórców ekslibrisu wrocławskiego, o ogólnopolskiej sławie, nauczyciel i inspirator wielu znakomitych grafików oraz wielu pokoleń młodych twórców plastyków, bibliofil, społecznik, miłośnik Wrocławia. 
Uprawiał grafikę artystyczną i użytkową. Wszechstronnie uzdolniony, zajmował się także projektowaniem szkła artystycznego i witraży, grawerką szkła kryształowego oraz rysunkiem. 
W latach wojny był żołnierzem Armii Krajowej, za co spotkały go po 1945 r. represje i więzienie. 
Aktywnie uczestniczył w pracach Wrocławskiego Towarzystwa Przyjaciół Sztuk Pięknych i Towarzystwa Przyjaciół Książki, zaś w 1969 r. z jego i Janusza Halickiego inicjatywy powstała Grupa Grafików "Rys". Był też członkiem zwyczajnym Sekcji Grafiki wrocławskiego oddziału Związku Polskich Artystów Plastyków (od 11 XII 1951 r.). 
Po wojnie przeniósł się do Wrocławia i rozpoczął studia graficzne w Akademii Sztuk Pięknych na Wydziale Ceramiki i Szkła (1946–1952). Jego mistrzem był prof. Stanisław Dawski. Uzyskany w 1952 r. dyplom ze specjalnością szkła, pozwolił Waśniewskiemu podjąć – za namową kolegi ze studiów, Jerzego Słuczana-Orkusza – pracę projektanta szkła w hucie szkła „Julia” (wówczas „Józefina”) w Piechowicach k. Jeleniej Góry (1953–1956). Waśniewski zajmował się tam głównie grawerką; w swoich projektach zrywał z dawnymi motywami grawerskimi i podporządkowywał dekoracje tektonice naczynia. Jego projekty zaprezentowano na I Ogólnopolskiej Wystawie Szkła i Ceramiki we Wrocławiu, gdzie spotkały się z uznaniem.
Jeszcze jako student został asystentem na Wydziale Ceramiki ASP i przez następne lata związał się dydaktycznie z uczelnią. Po zakończeniu studiów rozpoczął pracę w Państwowym Ognisku Kultury Plastycznej we Wrocławiu, którego do 1976 r. był dyrektorem. Od 1956 r. prowadził w POKP zajęcia z zakresu grafiki warsztatowej. W latach 1957–1962 był wykładowcą rysunku na ASP jako asystent prof. S. Pękalskiego. 
Od 1951 aktywnie włączył się w prace ZPAP, uczestnicząc we wszystkich podejmowanych przez zarząd akcjach plastycznych. 
W latach 1959–1976 pracował w Zarządzie Sekcji Grafiki Związku, gdzie w okresie od 1961 do 1964 pełnił funkcję przewodniczącego. 
Od 1963 do 1973 był również nauczycielem głównego przedmiotu zawodowego i rysunku odręcznego w Technikum Budowlanym we Wrocławiu.   
Ekslibris był dla Zygmunta Waśniewskiego naczelną formą wypowiedzi artystycznej. Podporządkował jej całą swoją twórczość. Znak książkowy był dla artysty naturalną niejako miłością do książki i jej elementów. Był też środkiem przekazywania myśli i uczuć. Tematyka jego prac ściśle związana jest motywami wrocławskimi. Jego widoki zabytków Wrocławia ujęte w formie płaskorzeźby są niezwykle sugestywne poprzez prezentowanie nie całych budowli, ale ich detali gotyckich zdobień. Ekslibrisy linorytnicze Waśniewskiego cechuje zabawa światłem, liczne światłocienie, malarskie walory grafiki i koronkowe cięcia dłutem. 
Zygmunt Waśniewski niebagatelnie przyczynił się również do upowszechniania ekslibrisu – oprócz współzałożenia Grupy „RYS” w 1969 r., z jego inicjatywy, powstały cykliczne wystawy ekslibrisowe pod nazwą „Ekslibris Wrocławski”, mające na celu nie tylko upowszechnianie małej grafiki, ale też prezentację i promocję wrocławskiego środowiska twórczego. Szybko „Ekslibris Wrocławski” stał się jedną z najważniejszych imprez w Polsce prezentujących znak książkowy. Dzięki niemu wielu artystów pokazało swoje prace na wystawach, wielu twórców inicjowało swoją działalność i popularyzowało swoje prace, a środowisko wrocławskie stało się najaktywniejszym w kraju. 
Twórczością ekslibrisową Waśniewski zajmował się już w czasach międzywojennych. W latach 1938 i 1943–1944 powstały pierwsze jego znaki książkowe – rysunki tuszem, powielane następnie na prasie drukarskiej. W latach 1945–1957 artysta właściwie nie komponował żadnych grafik. Powstałe w tych latach dwa ekslibrisy są raczej dziełem przypadku, aniżeli zamierzoną pracą twórczą. Właściwy okres działalności artystycznej rozpoczął Waśniewski w 1958 r. Pełny wykaz jego opus zamyka się listą 186 ekslibrisów. Jego zdobnicze ekslibrisy będące efektem bardzo cierpliwej pracy odznaczać się będą starannością oraz wysoką estetyką. Od tej pory systematycznie i z roku na rok coraz więcej będzie powstawało ekslibrisów i grafik okołoekslibrisowych. 
Większość ekslibrisów mistrz wykonał w linorycie. Pozostał mu wierny do końca życia, osiągając w tej technice mistrzostwo. Był to głównie linoryt klasyczny, czarno-biały, ale też artysta nie stronił od linorytu barwionego. Kilkakrotnie powracał również do rysunku tuszem, aby następnie powielić znak książkowy cynkotypią. Eksperymentował jednocześnie w suchej igle, ale powstałych w 1958 r. jedynych w tej technice osiem ekslibrisów odznacza się raczej poszukiwaniem nowej formy, aniżeli poziomem artystycznym godnym uwagi. Waśniewski wykonał również jedną pracę w ceratorycie – także w 1958 roku, ekslibris dla W. Podlachy. 
Zygmunt Waśniewski brał udział w licznych wystawach krajowych i zagranicznych. Z ramienia ZPAP jego prace oglądać można było m.in. na Dorocznej Okręgowej Wystawie Plastyki (1953), Okręgowej Wystawie Plastyki Wrocławskiej (1959, 1960, 1962, 1963, 1964), Dorocznej Okręgowej Wystawie Plastyki (1957), Wystawach Plastyki Ziem nadodrzańskich (1959, 1961, 1963), Ekslibris Wrocławski (1960 – 1976). 
Uczestniczył w wystawach ogólnopolskich: Lublin (1944, 1946), Wrocław (1952, 1953, 1960, 1969, 1970, 1971, 1976), Szklarska Poręba (1956), Sopot (1962), Kraków (1960, 1962, 1964), Warszawa (1961, 1962, 1973), Malbork (1965, 1967, 1969, 1971, 1973, 1975), Rzeszów (1967, 1971, 1974), Kielce (1972), Środa Śląska (1973). 
Jego prace pokazywane były na wystawach zagranicznych: Londyn – Cambridge (1965), Karwina (1965), Hamburg (1966), Wenecja (1967), Como (1968), Budapeszt (1966, 1970), Lipsk (1972), Helsingör (1972), Sofia, Budapeszt, Praga, Bratysława, Berlin, Lipsk (1972), Berlin (1973), Bled (1974), Portugalia (1975), Lisboa (1976). 
Miał też wystawy indywidualne: Wrocław, Wałbrzych, Jelenia Góra (1961), Wrocław (1967, 1975), Białystok (1970), Kielce (1974). 
Za swą pracę artystyczną i społecznikowską był wielokrotnie nagradzany. Odznaczony odznaką XV-lecia Wyzwolenia Dolnego Śląska, zasłużonego Działacza Kultury, Budowniczego Wrocławia i Złotym Krzyżem Zasługi. Otrzymał nagrody Ministra Kultury i Sztuki za szkło grawerowane (1954), za działalność na polu upowszechniania plastyki (1970) i nagrodę specjalną za osiągnięcie wybitnych rezultatów w pracy dydaktycznej i wychowawczej oraz w 1964 r. roczne stypendium Wydziału Kultury Miasta Wrocławia.